# Vinsebeck
Vinsebeck is een plaats in de Duitse gemeente Steinheim, deelstaat Noordrijn-Westfalen, en telde eind 2024, volgens cijfers van de gemeente Steinheim, 1.170 inwoners.

Kasteel Vinsebeck is in het kader van rondleidingen te bezichtigen (na telefonische afspraak met graaf Wolff Metternich, die de eigenaar en bewoner is). Zie de website van de gemeente Steinheim. Het barokke interieur van dit in 1720 voltooide kasteel is kunsthistorisch belangrijk. Het wordt als de belangrijkste bezienswaardigheid van de gemeente beschouwd. 
Door het gebied stromen enkele beken, waarvan de Emmer en haar zijbeek Heubach de belangrijkste zijn. De Emmer is een, niet bevaarbaar, zijriviertje van de Wezer. De dalen van al deze stroompjes zijn ecologisch waardevol. Er komen vrij veel zeldzame planten en dieren  voor. Het dorp ligt aan een langeafstands-fietsroute, de Euroroute R1.
Vinsebeck heeft een 1000 m lange graspiste, gelegen op 247 m hoogte, die gebruikt wordt voor de zweefvliegsport met lierstart (Segelfluggelände Vinsebeck-Frankenberg).

## Afbeeldingen

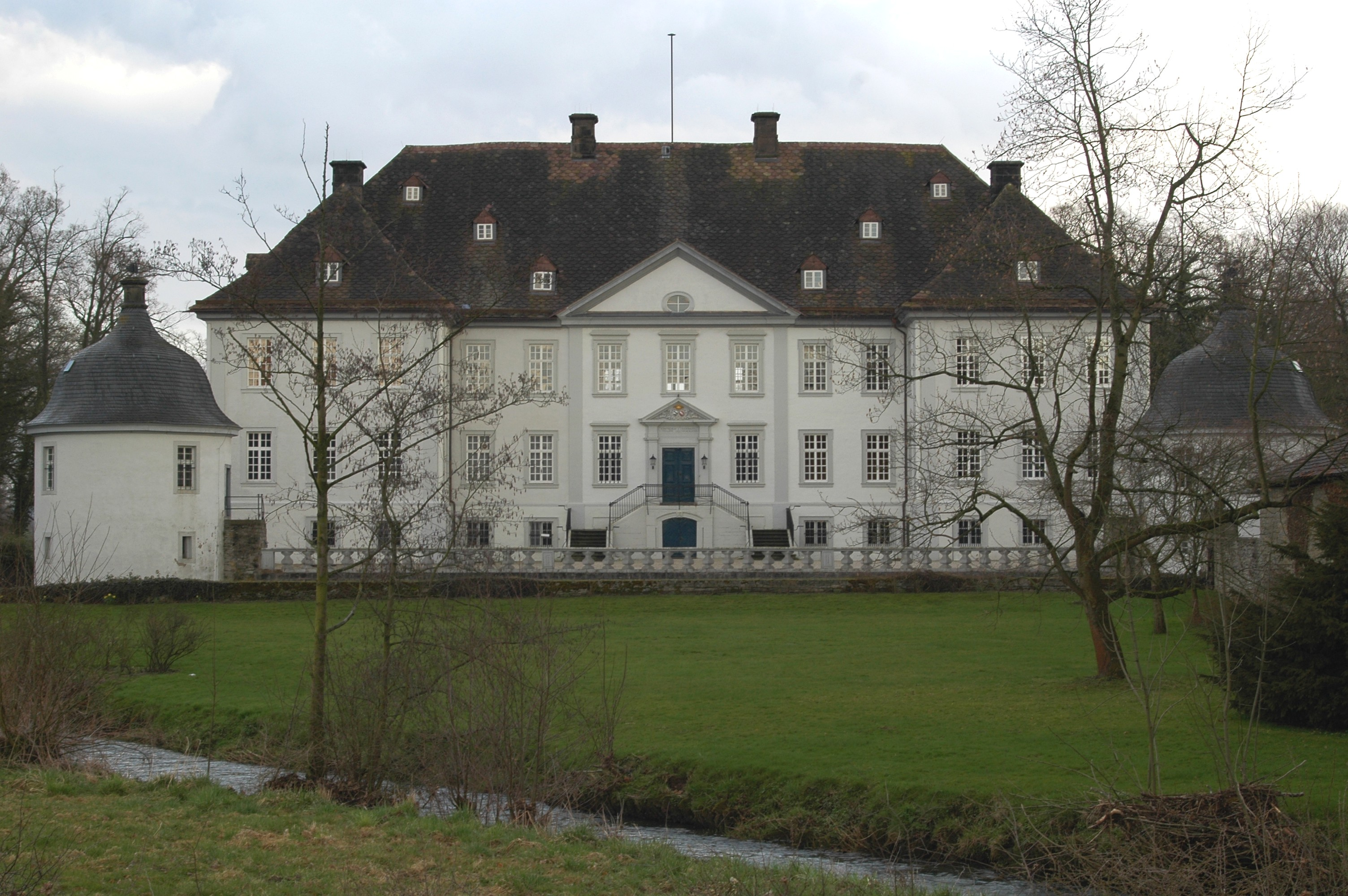
Kasteel Vinsebeck
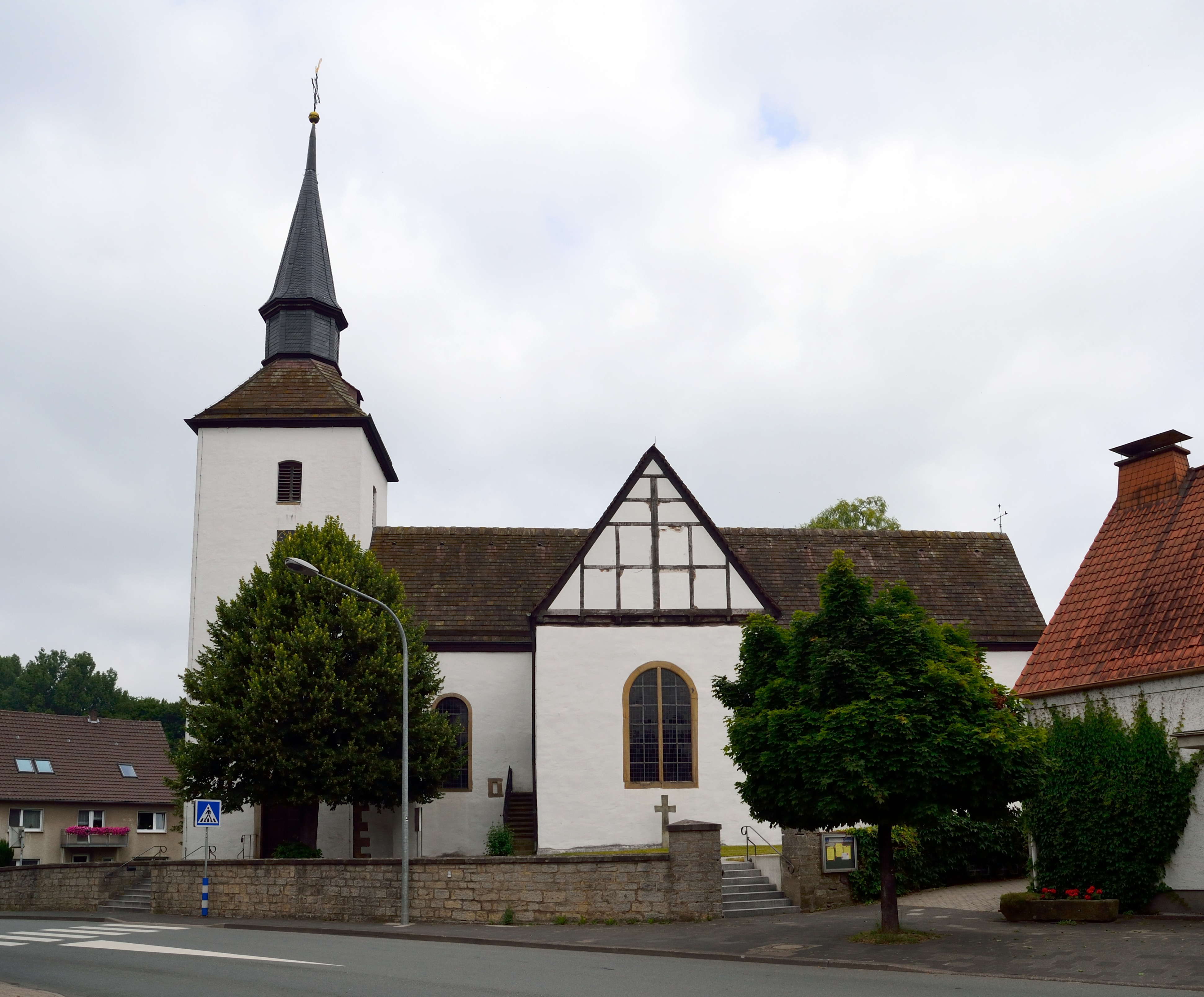
Johannes-de-Doperkerk, Vinsebeck (17e eeuw; toren uit 1740)
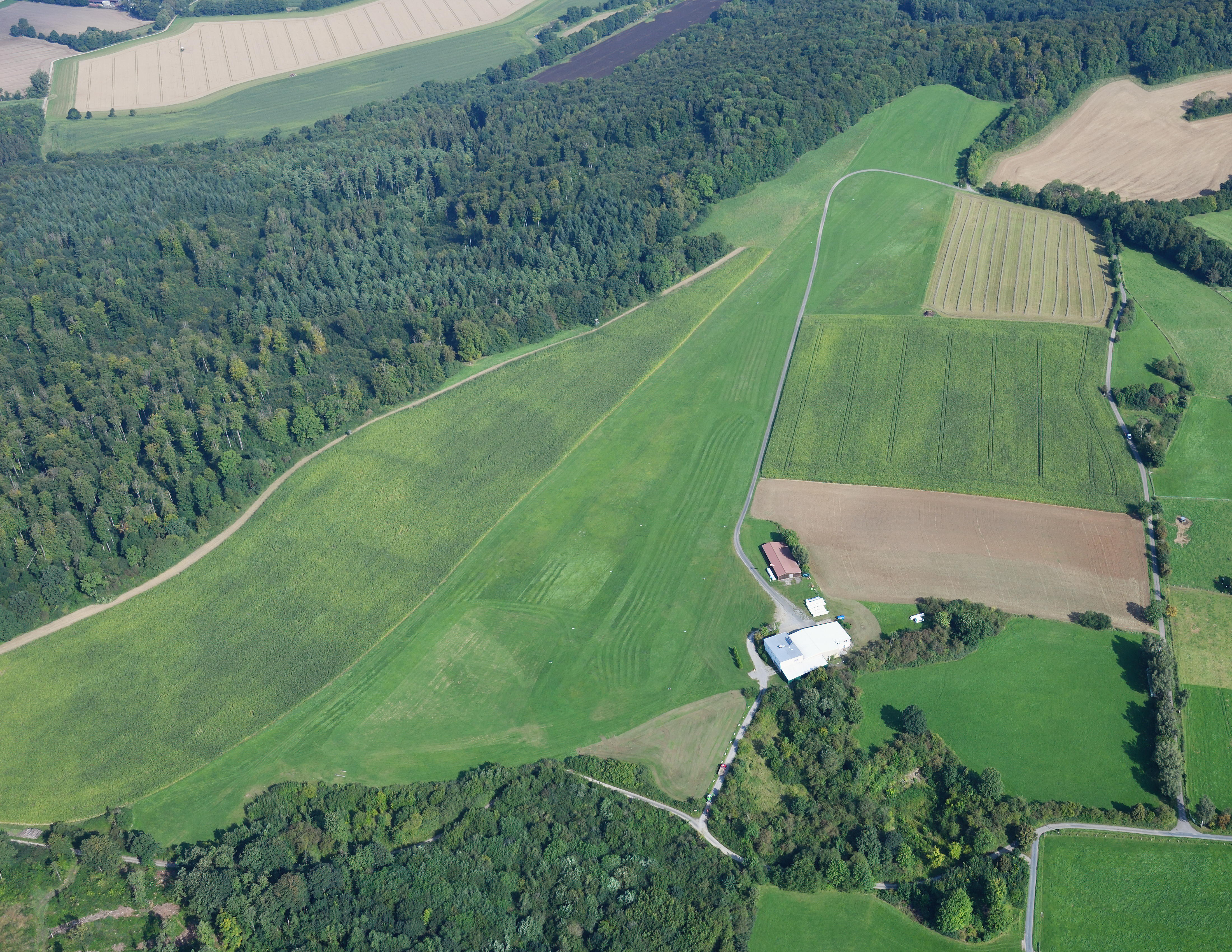
Zweefvliegterrein Vinsebeck-Frankenberg

Bad Driburg · Beverungen · Borgentreich · Brakel · Höxter · Marienmünster · Nieheim · Steinheim · Warburg · Willebadessen